# Sărățeni, Mureș

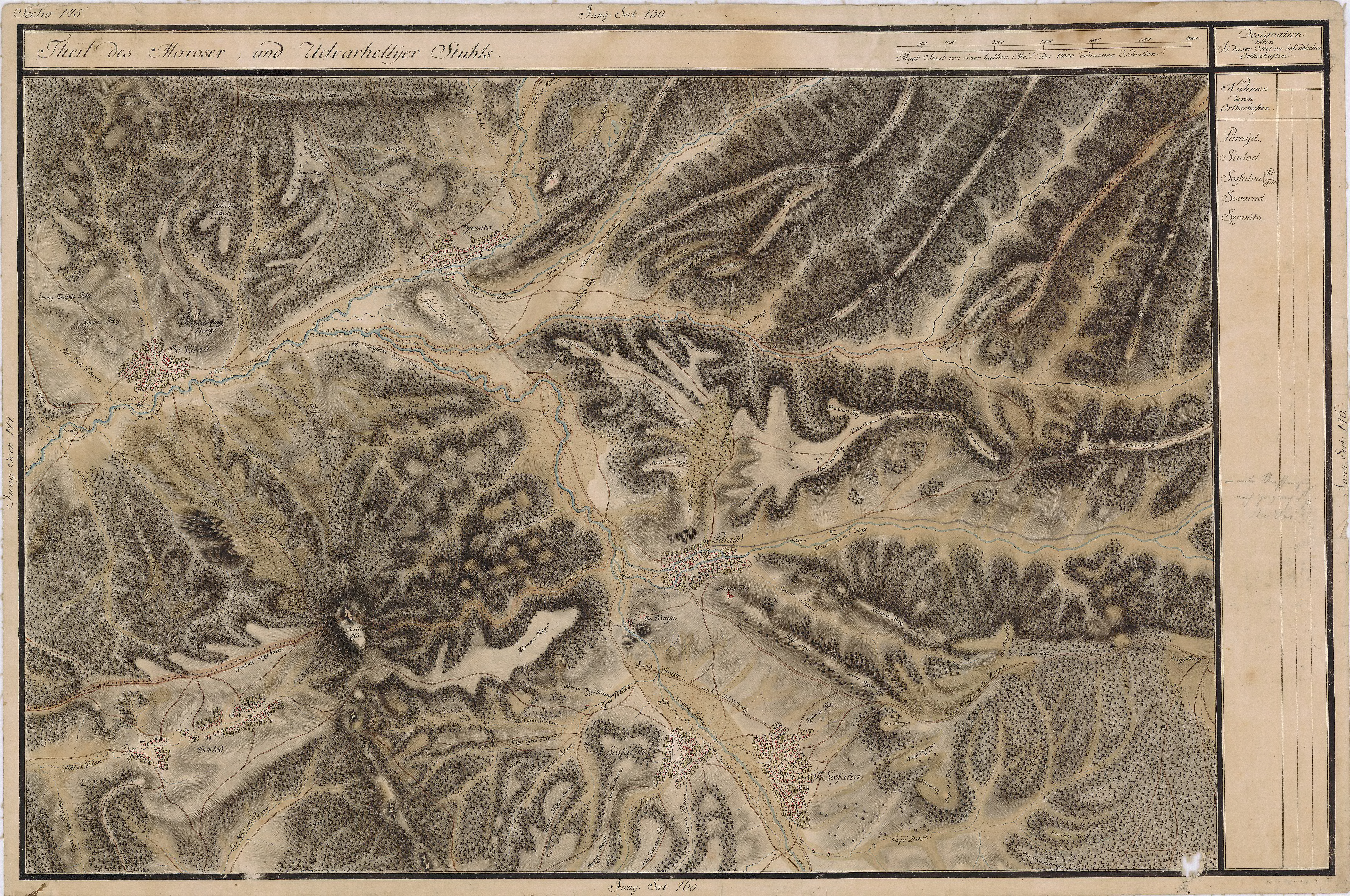
Sărățeni pe Harta Iosefină a Transilvaniei, 1769-73

Sărățeni, colocvial Șovard, (în maghiară Sóvárad, în trad. "Cetatea Sării") este satul de reședință al comunei cu același nume din județul Mureș, Transilvania, România.
Sărățeni se află la aproximativ 7 km de stațiunea Sovata.

## Istoric
Conform Repertoriului Arheologic Național al Ministerului Culturii, în punctul numit Cetatea lui Csombod (Cetatea Ciombod), pe un bot de deal la V-N-V de Sărățeni și la N de DJ Sărățeni - Sîngeorgiu de Pădure s-au făcut următoarele descoperiri:
| Categorie/ Tip | Epoca (Datare)                   | Cultura/ Faza culturală | Descriere/ Observații | Cod LMI           |
| Fortificație   | Epoca bronzului                  | neprecizată             | Refolosită.           | MS-I-m-B-15417.04 |
| Fortificație   | Hallstatt                        | neprecizată             | Refolosită.           | MS-I-m-B-15417.03 |
| Fortificație   | La Tène                          | geto-dacică             | Refolosită.           | MS-I-m-B-15417.02 |
| Fortificație   | Epoca medievală (sec. XVI d.Hr.) | neprecizată             | Refolosită.           | MS-I-m-B-15417.01 |

## Monumente
- Biserica reformată din Sărățeni

## Imagini

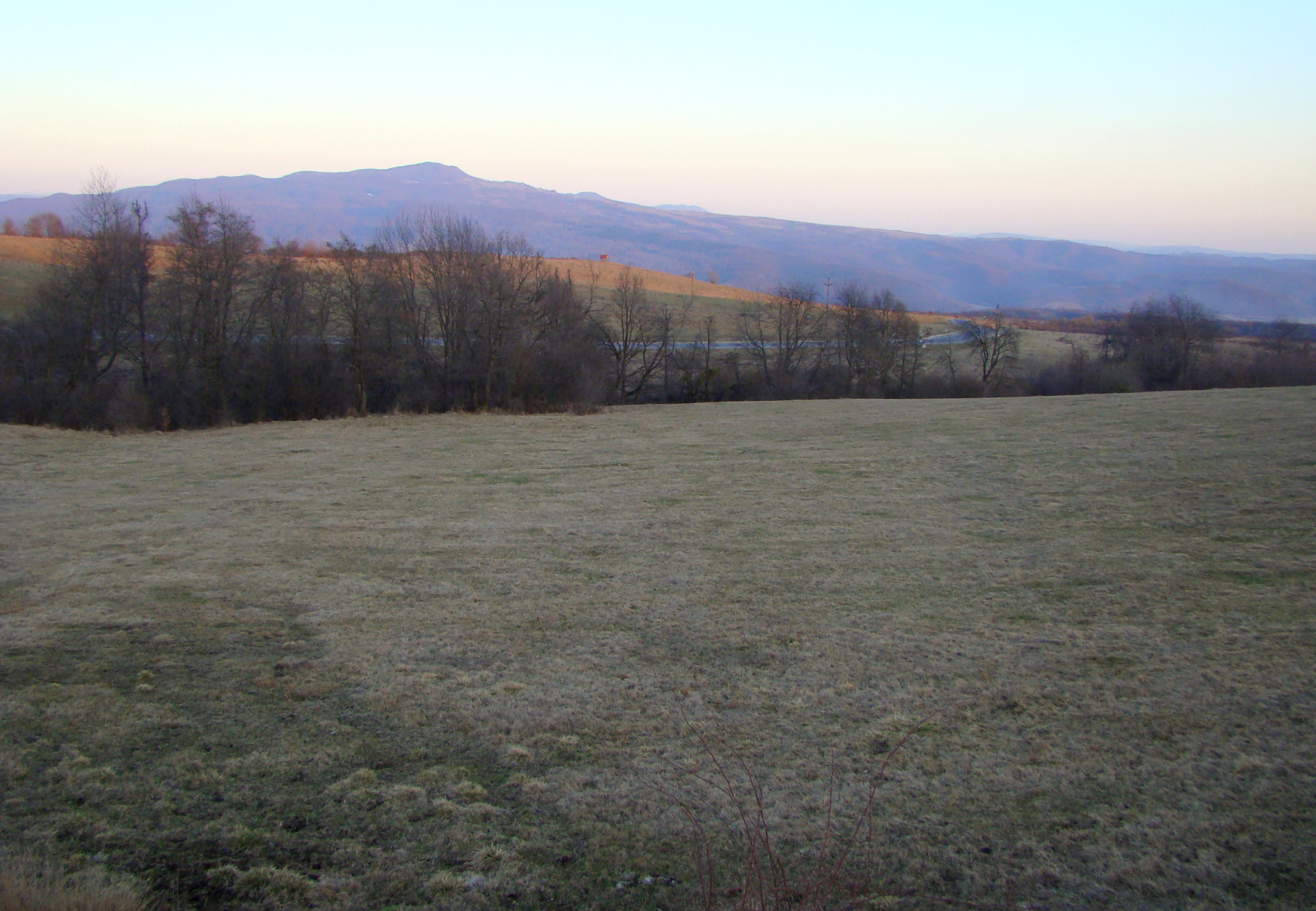
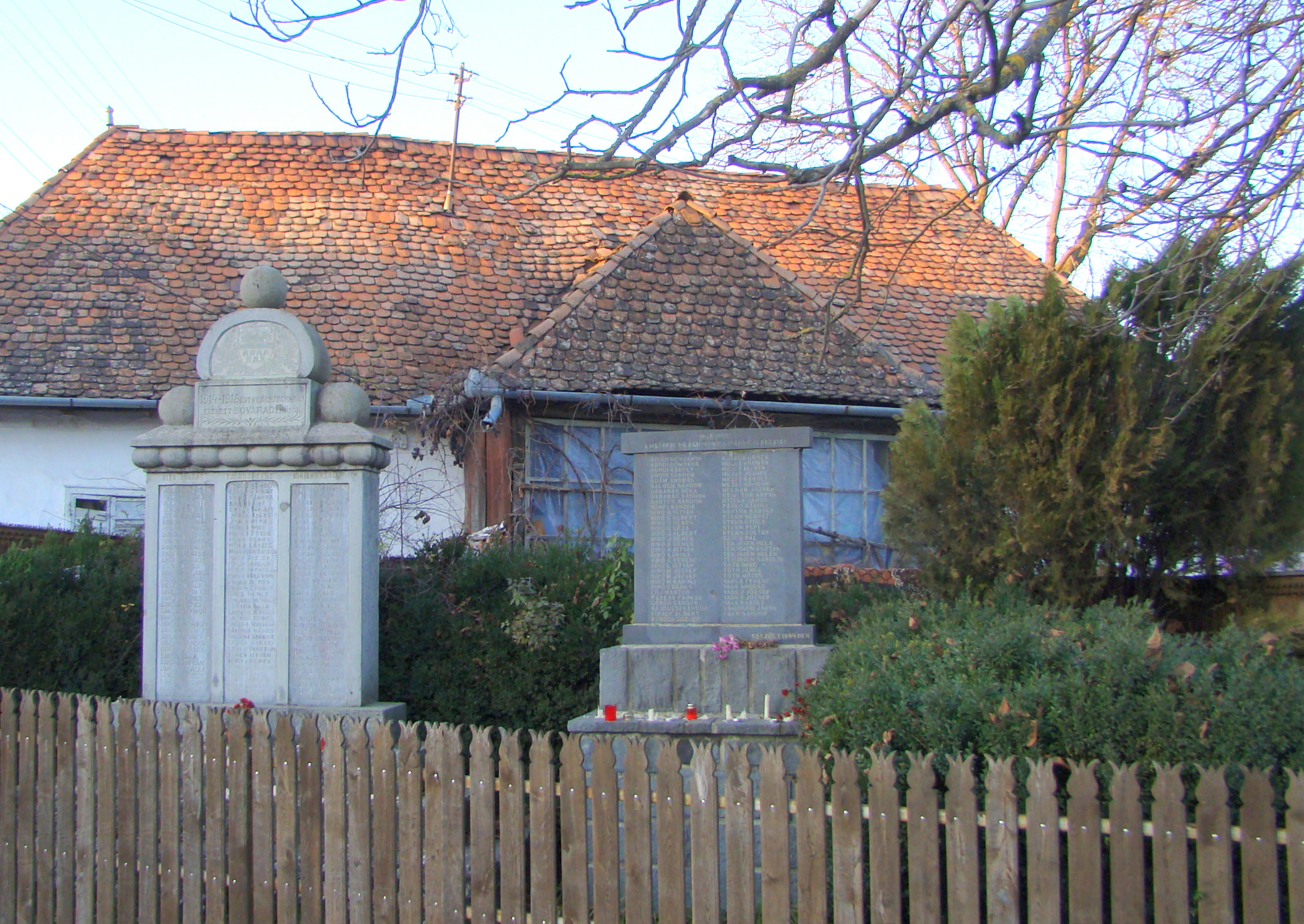
Monumentul eroilor
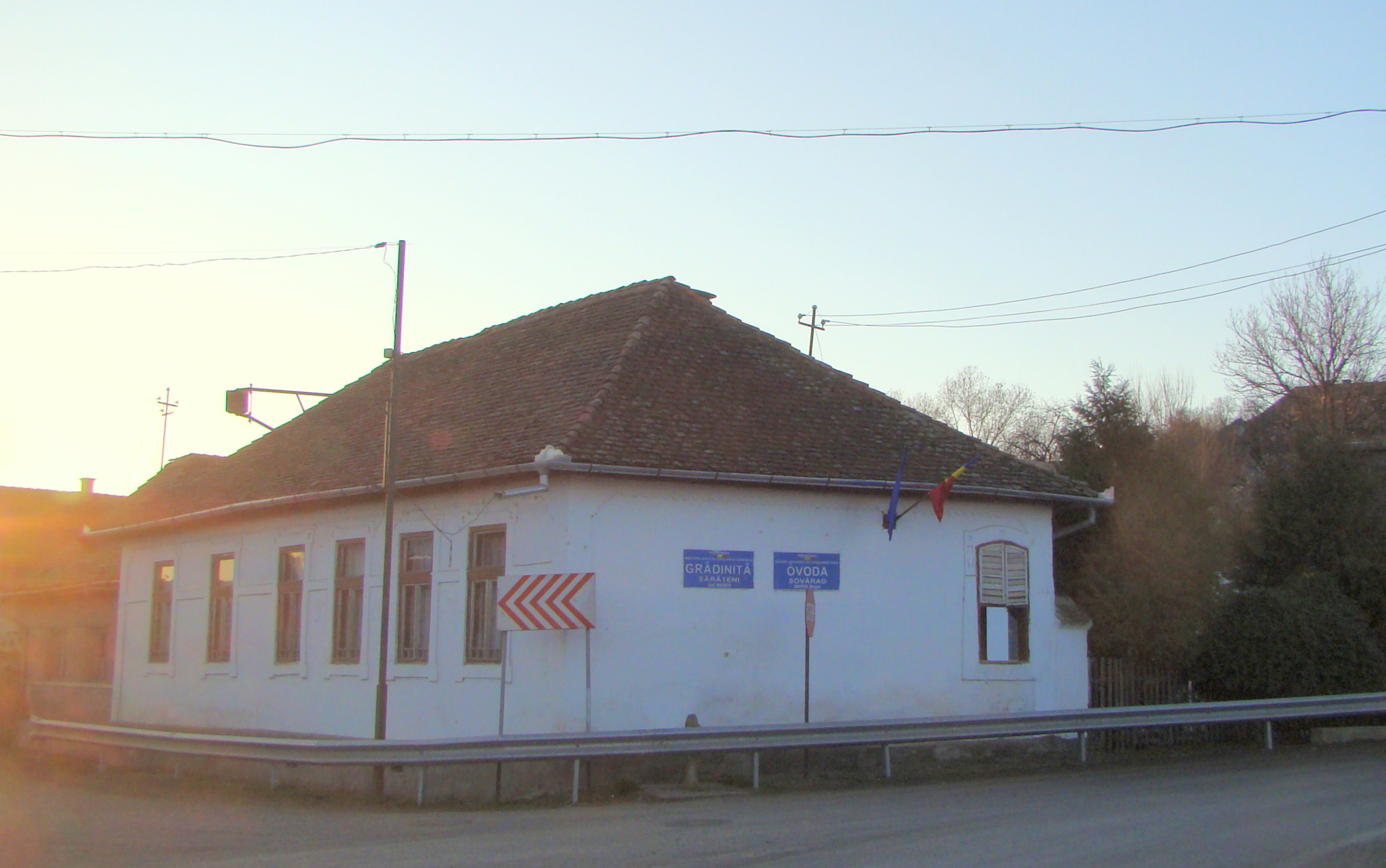
Grădiniţa
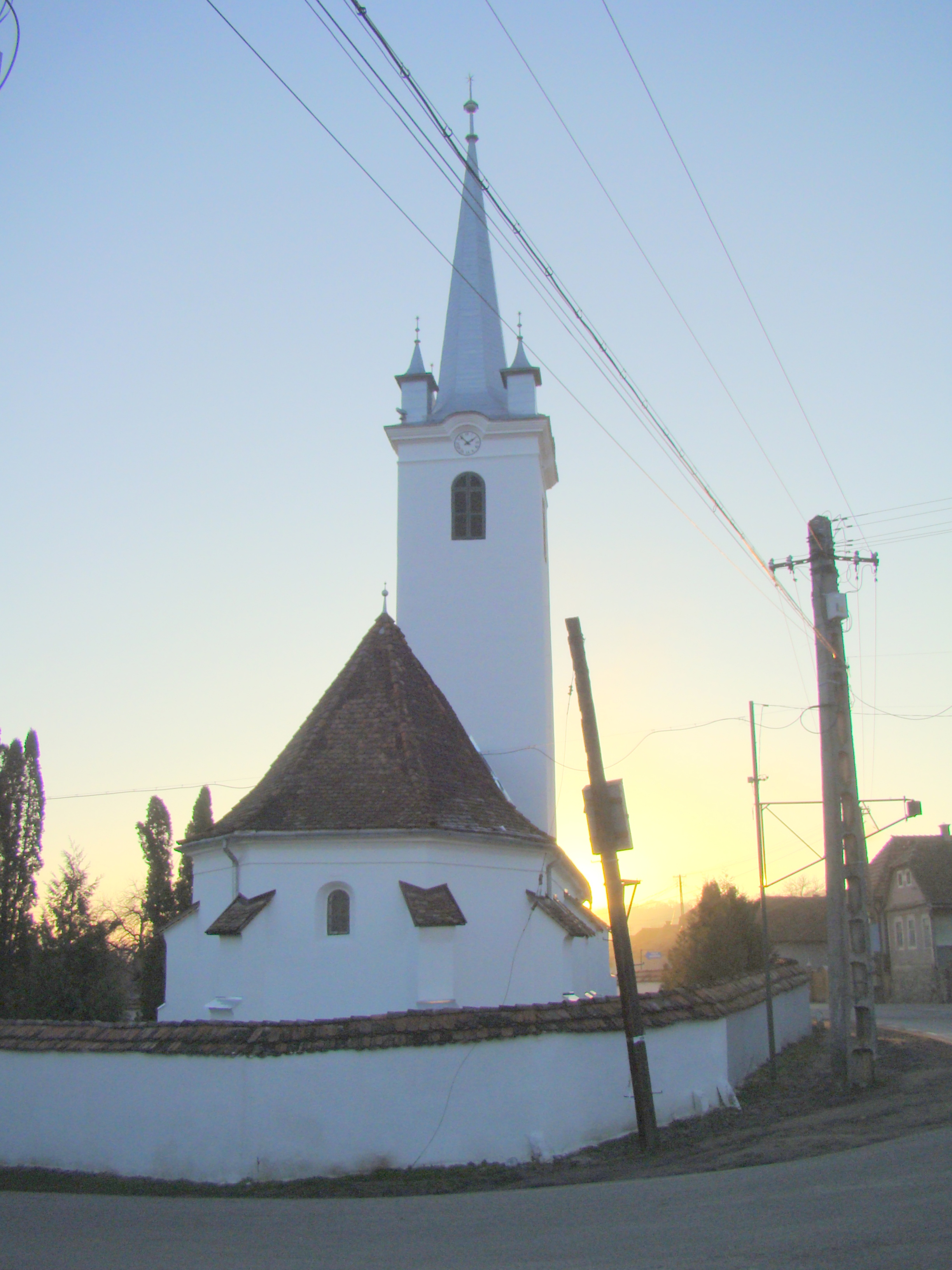
Biserica reformată (monument istoric)
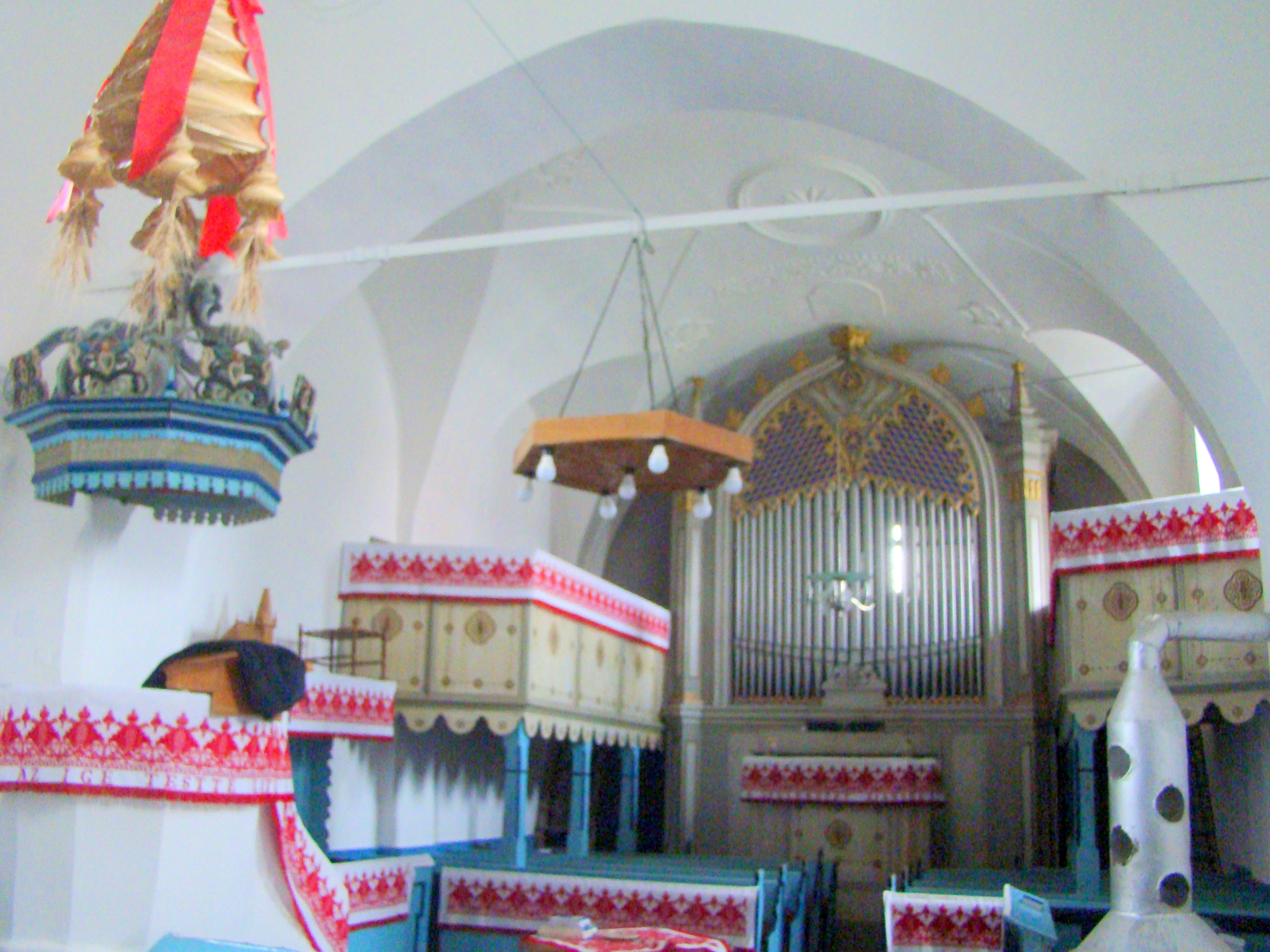
Biserica reformată (monument istoric)
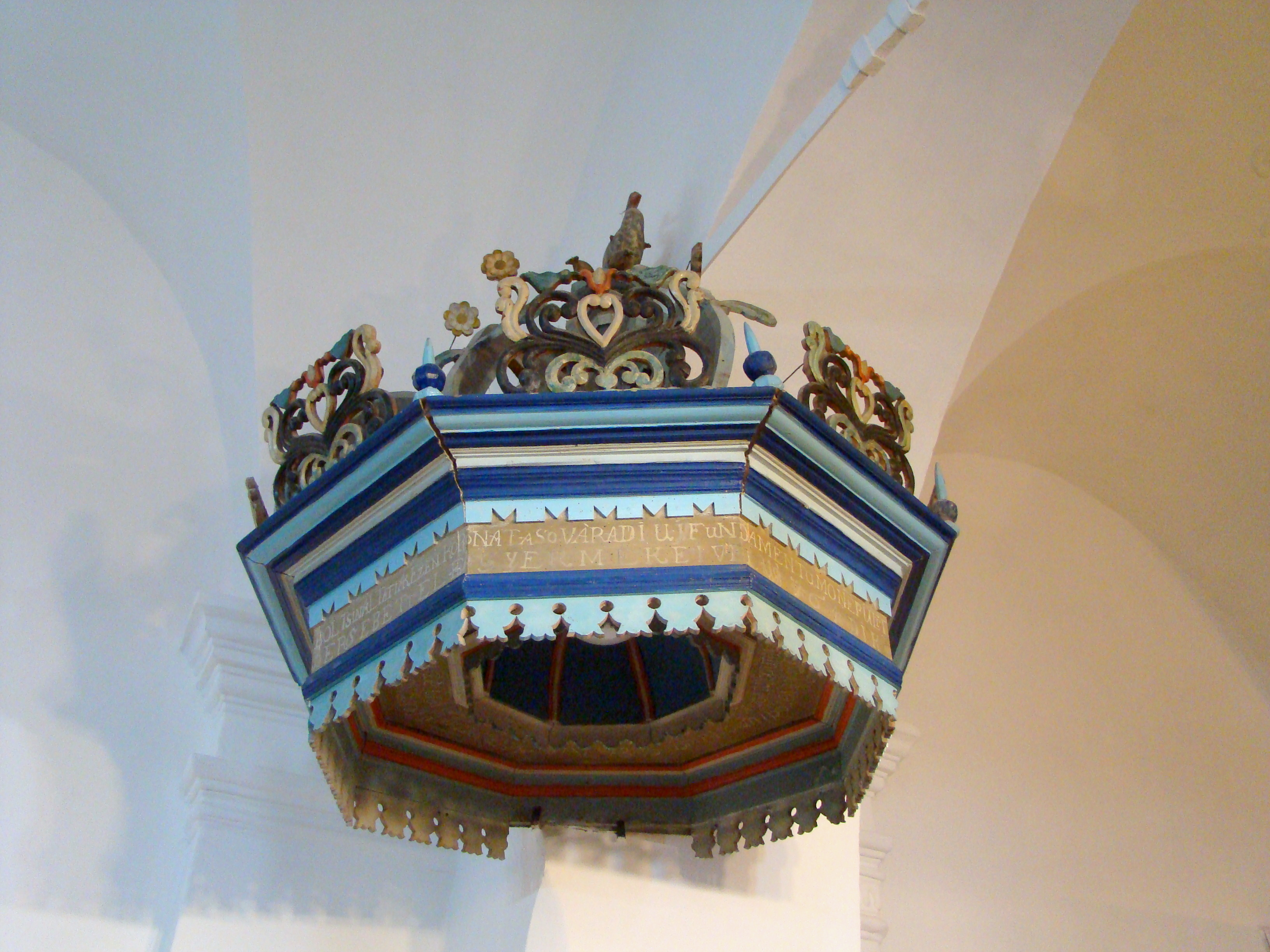
Coroana amvonului
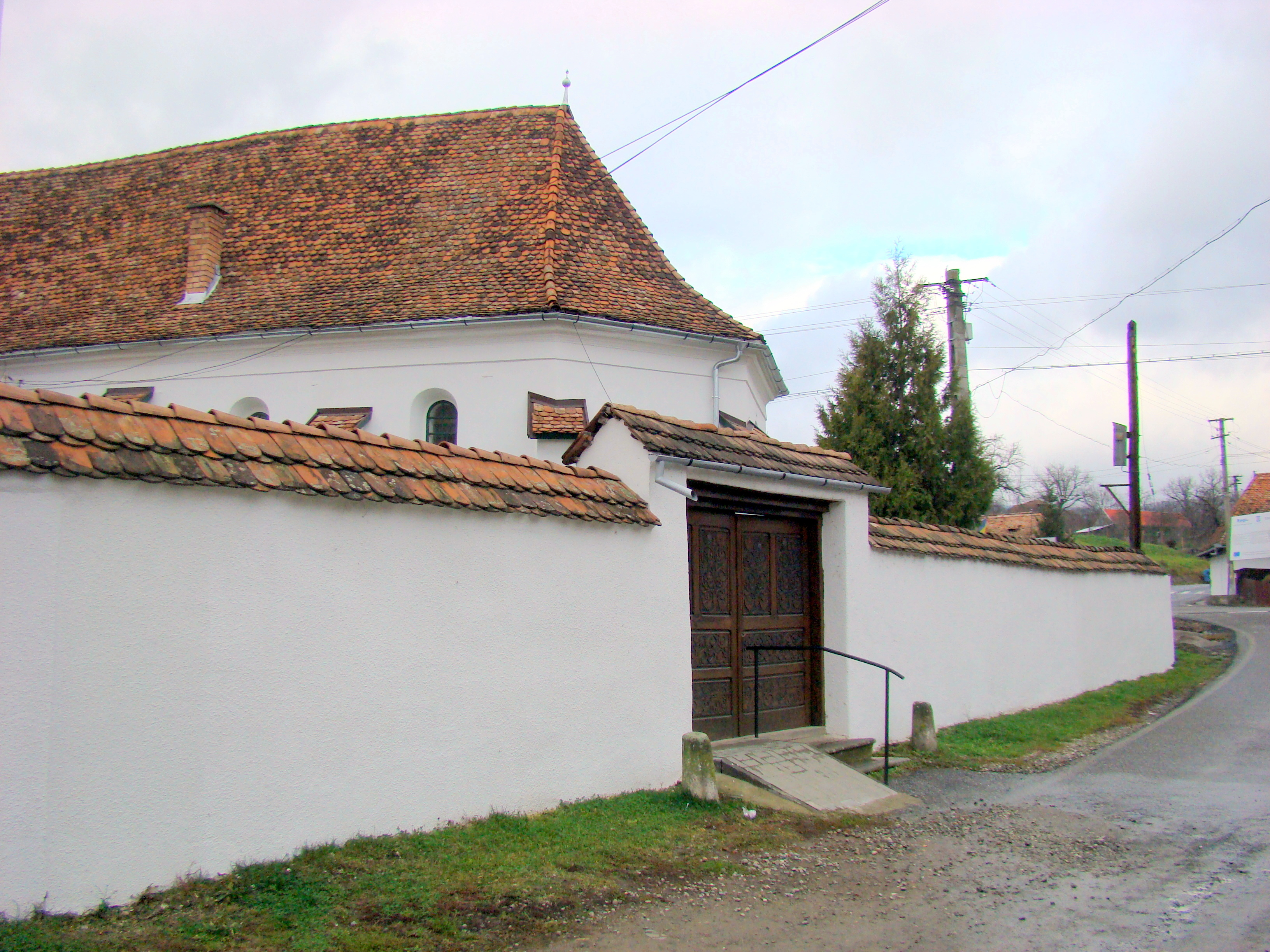
Zid de incintă
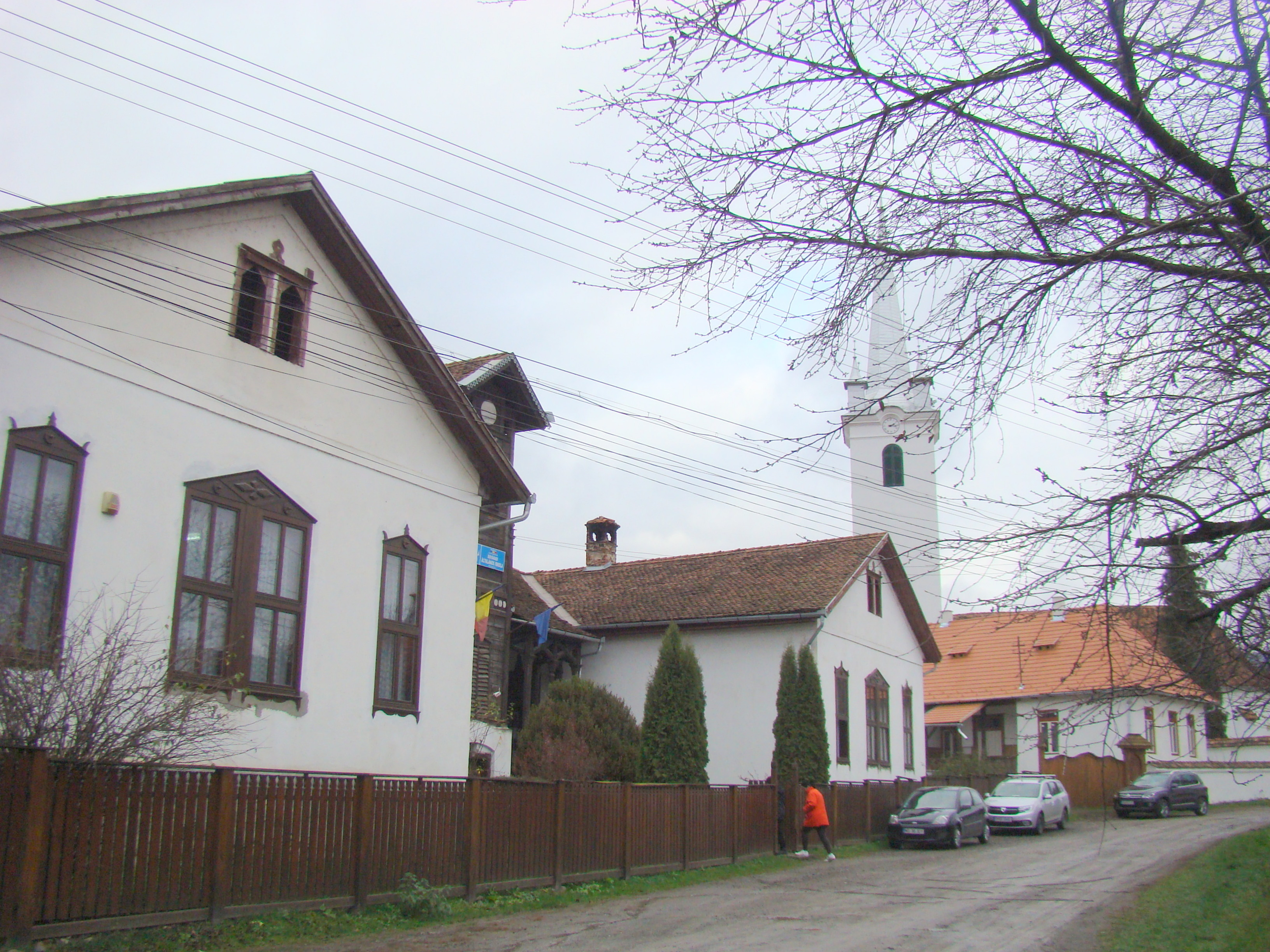
Școala
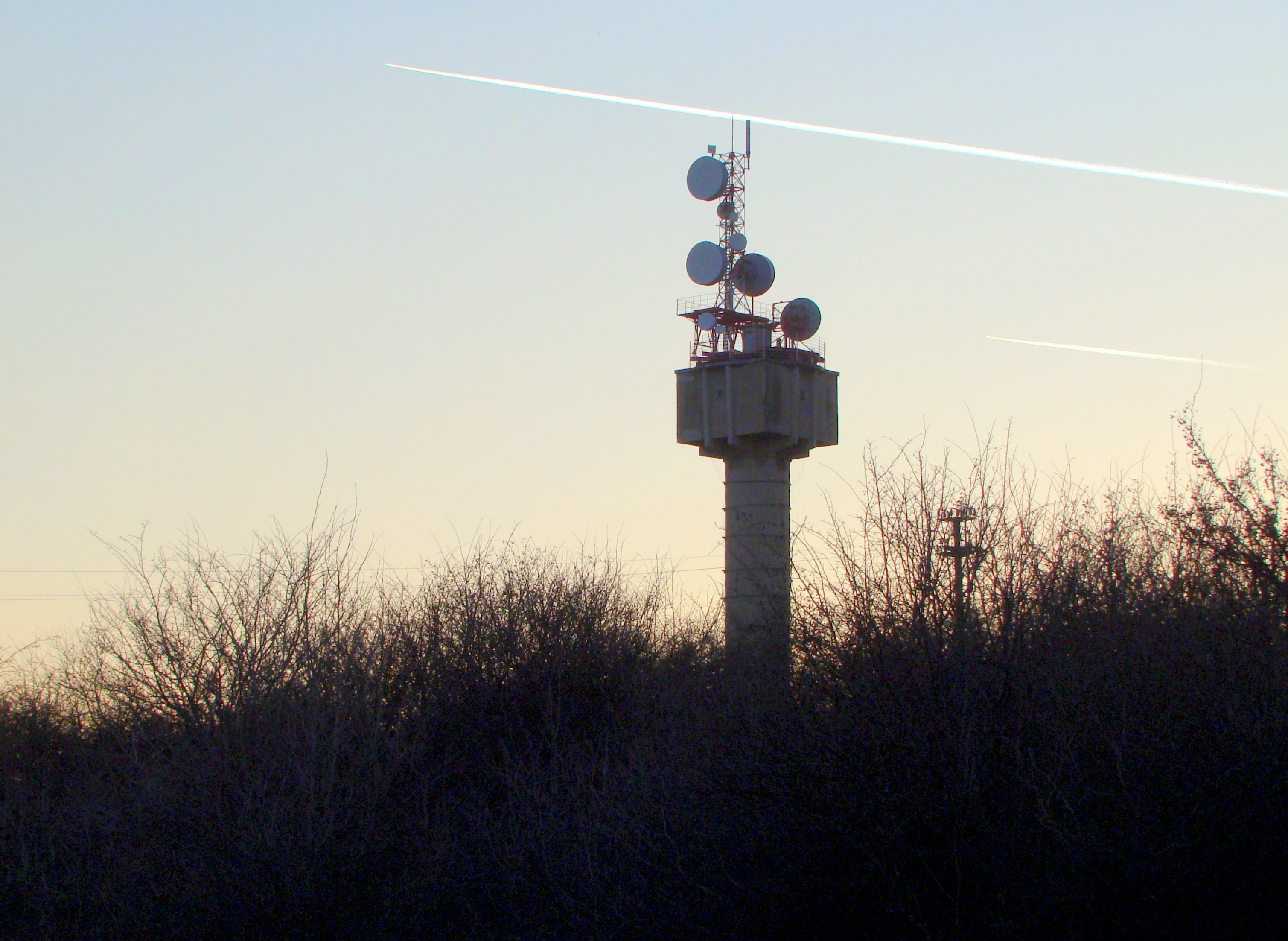
Stația radio-releu
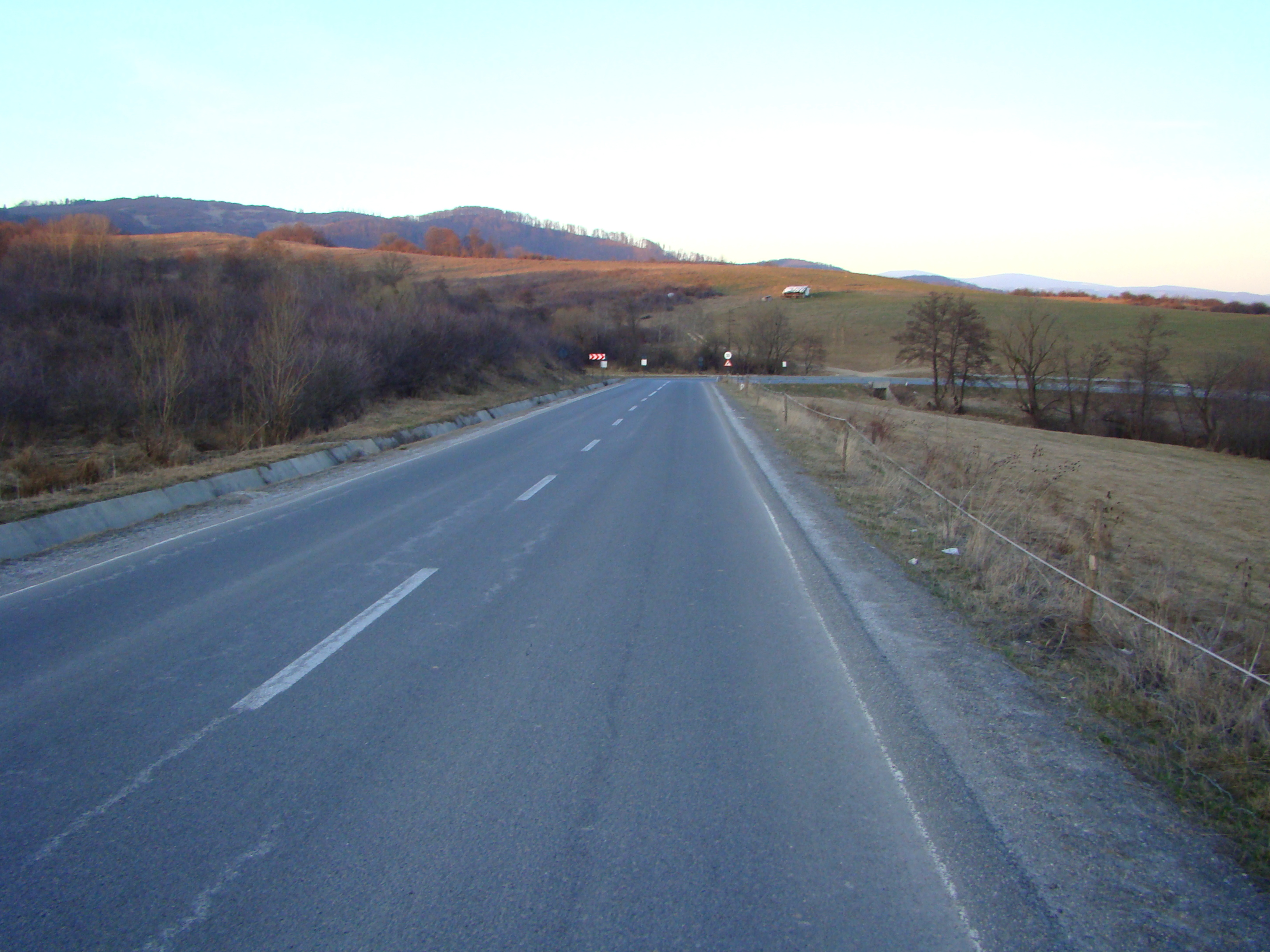
Drumul Măgherani- Sărățeni